# ماركو بيسلي
ماركو بيسلي (بالإيطالية: Marco Beasley)‏ هو مؤرخ موسيقى ‏ ومغني ومغني أوبرا إيطالي، ولد في 26 فبراير 1957 في نابولي في إيطاليا.

## وصلات خارجية
- الموقع الرسمي
- ماركو بيسلي على موقع IMDb (الإنجليزية)
- ماركو بيسلي على موقع ميوزك برينز (الإنجليزية)
- ماركو بيسلي على موقع أول ميوزيك (الإنجليزية)
- ماركو بيسلي على موقع ديسكوغز (الإنجليزية)
- ماركو بيسلي على موقع قاعدة بيانات الفيلم (الإنجليزية)